# Halyna Markuschewska
Halyna Petriwna Markuschewska (ukrainisch Галина Петрівна Маркушевська, wiss. Transliteration Halyna Petrivna Markuševsʹka; * 16. Juli 1976 in Winnyzja, Ukrainische SSR) ist eine ehemalige ukrainische Handballspielerin, die dem Kader der ukrainischen Nationalmannschaft angehörte.

## Karriere
Markuschewska lief ab dem Jahr 1992 für den ukrainischen Erstligisten Spartak Kiew auf, mit dem sie 1996 und 2000 die ukrainische Meisterschaft gewann. Ab dem Jahr 2002 stand die Kreisläuferin beim nordmazedonischen Verein Kometal Gjorče Petrov Skopje unter Vertrag, mit dem sie in jeder Spielzeit sowohl die Meisterschaft als auch den nationalen Pokal gewann. Abschließend spielte Markuschewska in der Saison 2004/05 beim ukrainischen Verein HK Motor Saporischschja, mit dem sie einen weiteren Meistertitel gewann.
Markuschewska gehörte zwischen 1998 und 2005 dem Kader der ukrainischen Nationalmannschaft an. In diesem Zeitraum gewann sie die Silbermedaille bei der Europameisterschaft 2000 sowie die Bronzemedaille bei den Olympischen Spielen 2004 in Athen.